# Spada

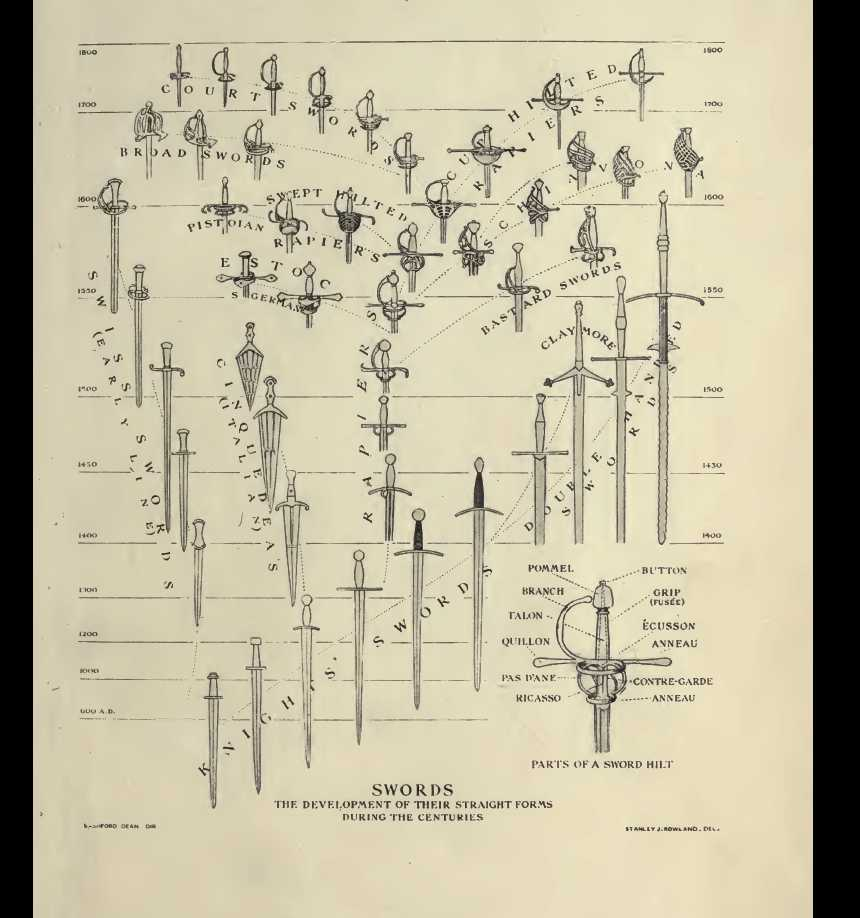
Diagramma riassuntivo dell'evoluzione della spada occidentale

Una spada (dal greco antico σπάθη?, spáthē, latino spatha) è un'arma bianca a lama lunga, spesso (ma non sempre) a doppio filo, adatta a colpire di punta e di taglio e usata dalle più varie civiltà in ogni luogo del mondo e in ogni epoca, sebbene prevalentemente in Eurasia e in Nordafrica. La sua lama, più lunga di quella di un coltello o di un pugnale, è attaccata a un'elsa e può essere diritta o curva.
L'intenzione e la fisica di base della spada sono rimaste sostanzialmente invariate nei secoli ma sono cambiate molto le tecniche di realizzazione, variabili anche in base alla cultura: come conseguenza, si hanno differenze nel disegno e nello scopo della lama.
Il concetto fondamentale alla base dell'arma è costante, ma le tecniche di utilizzo e la forma stessa variano ampiamente attraverso le epoche e nelle varie culture che la utilizzano. Questa forma d'arma ha comunque mantenuto un'enorme importanza simbolica (per esempio per i cristiani rappresentava la croce, per i musulmani la mezzaluna) attraverso tutte le culture che l'hanno utilizzata, come si può facilmente riscontrare dalla vasta terminologia specifica e dalla sua ricorrente presenza in tutte le opere mitologiche e letterarie.
I nomi dati a molte spade nella mitologia, nella letteratura e nella storia riflettono l'alto prestigio rivestito dall'arma nelle varie culture. In talune culture (es. nell'Europa del Medioevo) la spada assume importanza da divenire contenitore di reliquie di santi: si pensi alla Excalibur di re Artù, alla Durendala di Orlando, il paladino di Carlo Magno e alla Gioiosa di quest’ultimo.
In araldica la spada simboleggia origine e/o volontà guerriera, talora anche minaccia per i nemici della famiglia. Si fa di argento ed è guernita di oro, posta in palo.

## Storia

### Origine: spade dell'età del bronzo

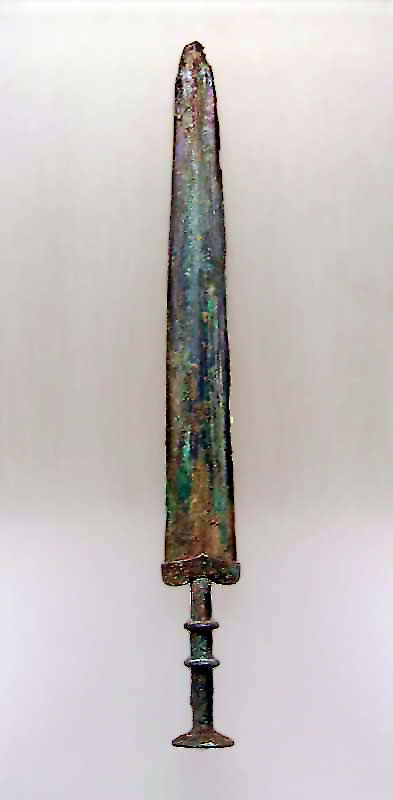
Spada in bronzo risalente al Periodo dei regni combattenti (453 a.C.-221 a.C.).

La spada compare in Eurasia durante l'età del bronzo, evolvendo dal pugnale. All'origine di questo sviluppo vi fu l'introduzione del metallo (fond. rame) nella costruzione dei pugnali prima realizzati in osso o pietra (spec. selce e ossidiana) e quindi non replicabili in un formato più grande causa l'ingombro e l'eccessiva rigidità/fragilità. Con l'introduzione del rame e successivamente del bronzo i pugnali poterono allungarsi, divenendo spade.
La lunghezza delle spade in bronzo oscilla tra 50 e 90 cm (solo eccezionalmente di più) per garantire maneggevolezza e affidabilità: armi più lunghe avrebbero necessitato di un eccessivo spessore/peso della lama per renderla resistente ai colpi. Nella maggior parte dei casi (unica eccezione specifica le spade prodotte in Cina), la lama della spada nell'Età del Bronzo era composta al 10-12% circa da stagno, onde fortificare il bronzo senza renderlo troppo fragile, con il risultato però di non esentarlo da deformazione nel caso di urti particolarmente potenti. Molta attenzione venne perciò profusa nella progettazione della forma della lama, per garantire massima robustezza e bilanciamento oltre alla possibilità di una scherma versatile, con colpi di punta e di taglio. Si arrivò così ai modelli di spada a lamina fogliare, con lama spessa nella parte centrale ma più stretta vicino all'impugnatura e dotata di una punta ampia ma sottile. Il bordo era poi frequentemente temprato e martellato per ottenerne un'incavatura per migliorare il filo e la capacità di taglio.
Le prime spade appaiono in Medioriente (le più antiche furono trovate ad Arslantepe, Turchia, e datate al 3300 a.C. anche se i reperti di spada sono comunque molto rari fino al 2300 a.C. circa) e sulle coste del Mar Egeo. Nel resto del mondo il nuovo tipo di arma si diffonde successivamente:
- in India, le prime spade in rame datano al 2300 a.C. (Siti harappani) ma furono probabilmente usate più estensivamente durante i primi secoli del I millennio a.C. (età del ferro in India)[6].
- in Europa, le prime spade avevano tipicamente lunghe lame sagomate e snelle per infilzare. Più tardi diventando più larghe, serviranno sia per tagliare sia per infilzare. Una variante tipica nelle spade europee è la lama sagomata a foglia, molto comune nell'Europa nord-occidentale alla fine dell'età del bronzo, nelle Isole Britanniche in particolare. La spada a lingua di carpa, probabilmente sviluppato nella Francia nord-occidentale, è comunemente utilizzata nell'Europa occidentale durante l'VIII secolo a.C.;
- in Cina si produssero spade sin dalla dinastia Shang (1600–1046 a.C.)[7] ma la tecnologia utilizzata per le spade in bronzo tocca il suo punto più alto solo durante il Periodo dei regni combattenti e il successivo affermarsi della dinastia Qin (221–207 a.C.). Dalla Cina, la produzione di spade si diffuse poi in Corea e Giappone;

In America, ove mancò l'utilizzo del metallo da parte dei nativi sino all'arrivo degli europei, pugnali e coltelli restarono in pietra e le spade non poterono evolvere.

### Sviluppo: spade dell'età del ferro

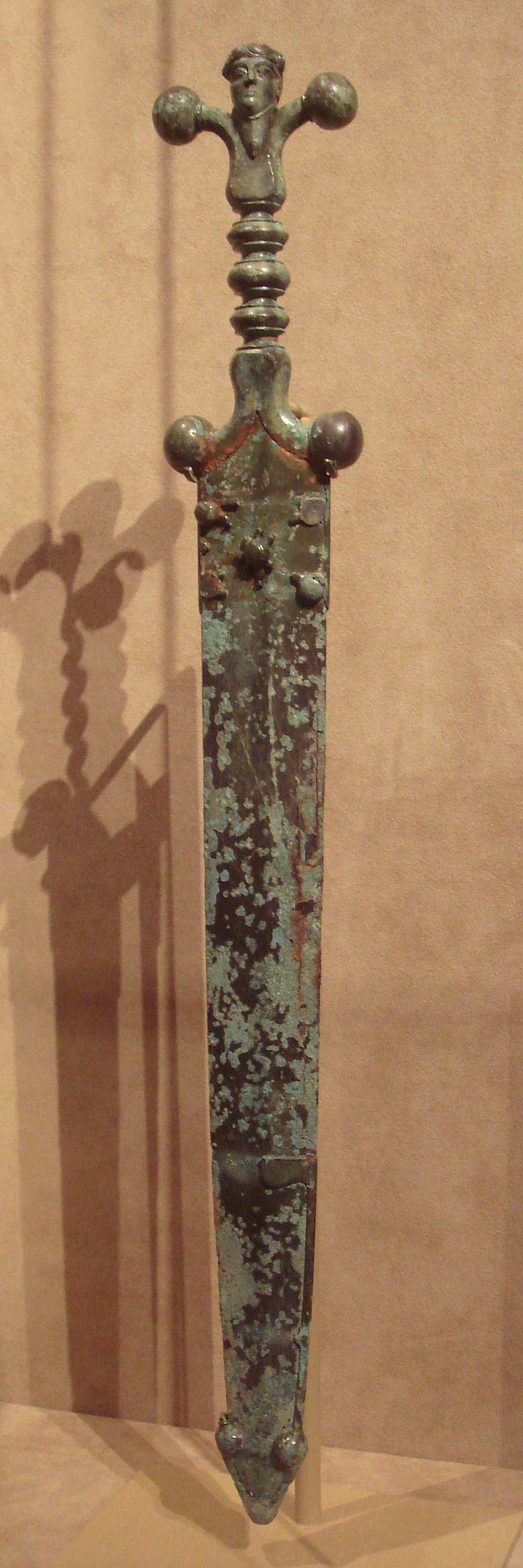
Spada e fodero celtici in ferro, ca. 60 a.C..

In un momento non ben precisato tra il XII e l'VIII secolo a.C., sia in Eurasia sia in Africa, le spade in bronzo vengono sostituite da spade in ferro. Nelle propaggini insulari e peninsulari più orientali dell'Asia (Giappone e Corea), si avviò una loro produzione stabile di armi bianche manesche in ferro non prima del III secolo. In India, invece, la produzione su vasta scala di manufatti in ferro, tra cui spade, data già al XIII secolo a.C.
Le prime spade in ferro erano prodotti primitivi se paragonati ai manufatti europei del III secolo a.C. o ai magnifici risultati dell'acciaio Damasco Wootz dell'India dell'VIII secolo. Seppur spesso fornito dell'adeguata quantità di carbonio, il ferro utilizzato dagli antichi fabbri non era infatti indurito tramite tempratura ma tramite semplice battitura, veniva cioè lavorato come se fosse bronzo. Il risultato di questo processo produttivo erano lame di scarsa qualità, prive dell'elasticità che permette alla spada di acciaio di assorbire l'urto senza piegarsi. L'arcaica spada in ferro era semplicemente più facile da realizzare della spada in bronzo perché più facile era reperirne la materia prima.
Solo successivamente i fabbri compresero che l'aggiunta di carbonio al ferro, operato durante il processo di fusione aggiungendo del carbone al minerale ferroso, poteva portare a una migliore lega: l'acciaio (Chalybs in lingua latina). In origine, la lega era ottenuta tramite due processi, la tempratura e il rinvenimento, da eseguire in successione sul reffo crudo secondo un modus operandi che se non eseguito a regola d'arte portava alla realizzazione di armi di bassa qualità. Per contro, la manifesta prova di abilità di taluni centri di produzione, capaci di garantire prodotti eccellenti, garantì loro una fama leggendaria poi tramandataci dalle fonti: pensiamo al ferrum noricum dell'Impero romano o all'acciaio Damasco delle Crociate.
La spada in ferro si diffuse nel Mediterraneo e nell'Asia sud-occidentale, favorita, con buona probabilità, dal successo militare e politico degli Ittiti, il cui impero levantino-anatolico si impose come nuova superpotenza della zona grazie a due innovazioni belliche fondamentali: le armi in ferro e il cocchio da guerra. Dal principio del I millennio a.C., furono poi i popoli del Mare e i filistei a promuovere la diffusione delle armi in ferro lungo le coste mediterranee.

La diffusione delle spade in ferro fu però tutt'altro che capillare e il ferro sostituì il bronzo nella fabbricazione delle armi solo quando la koinè dell'Età del bronzo, cioè il sistema di contatti e scambi commerciali tra i grandi imperi (Egizi, Ittiti, ecc.), andò in crisi, stroncando il commercio del rame e dello stagno necessari per garantire la produzione di oggetti bronzei. Privi della materia prima di più facile lavorazione, i fabbri dell'Antichità dovettero sopperire scoprendo come meglio lavorare il ferro per ottenere delle armi.
Nell'Europa atlantica, le armi in ferro si diffusero grazie alla Cultura di Hallstatt (IX-VI secolo a.C.), mentre l'Europa Mediterranea vedeva la diffusione di armi in ferro di origine Balcanica e Orientale. Non mancarono i primi tentativi di produzione propria, specialmente in area Centro-Italiana, con armi robuste e dal semplice disegno costruttivo
Circa nel 500 a.C., la Cultura di La Tène, diffusa in tutta l'Europa continentale dai Celti, segnò il definitivo ingresso delle spade lunghe in ferro (lama di 60 cm per una lunghezza totale dell'arma di 80 cm) sulla scena bellica europea. Più o meno contemporaneamente, un'altra popolazione indoeuropea, gli Sciti, diffuse l'uso di spade in ferro in Ucraina e in Russia.
Fu in Asia, più precisamente in India, che la metallurgia pre-industriale raggiunse i migliori risultati, con la produzione di lame con acciaio a pacchetto o wootz la cui qualità si diffuse poi in tutto il continente durante l'Età Moderna.

## Costruzione

Spada: nomenclatura delle parti.

Una spada è divisibile in due parti fondamentali: 
- la lama, normalmente in acciaio, con almeno un lato affilato, e adatta a colpi di punta e taglio, divisa a sua volta in forte e debole;
- il fornimento, o "elsa", a sua volta formata da:
  - "guardia", insieme degli apparati difensivi che separano la lama dal fornimento e proteggono la mano dello spadaccino;
  - "manico" o impugnatura, costituita dal codolo della lama a cui sono fissate due "guance" in legno, osso o metallo (spesso ricoperta con cuoio o materiali affini);
  - pomolo o pomo, utilizzato per controbilanciare la lama

### Lama
La lama viene idealmente divisa lungo la sua lunghezza e la divisione più comune è quella in tre parti più o meno uguali in lunghezza: debole, medio e forte; il debole è la parte più lontana dalla impugnatura, il forte quella più vicina e il medio quella situata fra i due. Durante l'uso, la spada offende con il debole, poiché dotato di maggiore velocità, e para i colpi con il forte, poiché maggiormente stabile e robusto.
I lati affilati della spada prendono il nome di filo dritto (o diritto) e filo falso (o rovescio): il filo dritto è quel filo che guarda l'avversario ed è nella stessa direzione delle nocche di chi impugna la spada, mentre il filo falso è quello che rimane rivolto verso chi la impugna e nella direzione del pollice, all'attaccatura. In alcune spade il filo falso viene affilato solo per metà della lunghezza; altre presentano solo un lato affilato, e prendono in questo caso il nome di mezze spade. In generale, il filo dritto si utilizza per tagli diretti e affondi, mentre il filo falso viene utilizzato per i colpi di rovescio. La distinzione tra diritto e rovescio non è sempre univoca: se in alcuni casi la forma dell'elsa o della lama stessa è tale da definire con chiarezza quale è il filo dritto, in altre spade a geometria simmetrica tale distinzione dipende semplicemente da come si impugna l'arma.
Spesso la lama della spada presenta sul lato piatto delle scanalature lungo la sua lunghezza, dette "sguscio": queste servono per alleggerirne la struttura (e quindi aumentarne la flessibilità) e per facilitare l'estrazione della lama dopo un affondo di punta dal corpo dell'avversario diminuendo l'effetto "ventosa". Nei coltelli da combattimento moderni queste scanalature sono definite "scolasangue" o "scorrisangue". Inoltre, la spada può presentare una lama dritta o curva: la lama dritta termina solitamente con una punta più o meno stretta, ed è perciò adatta principalmente agli affondi e alle stoccate; la lama curva è più adatta ai colpi di taglio ed è propria della sciabola, della scimitarra e simili.

### Fornimento

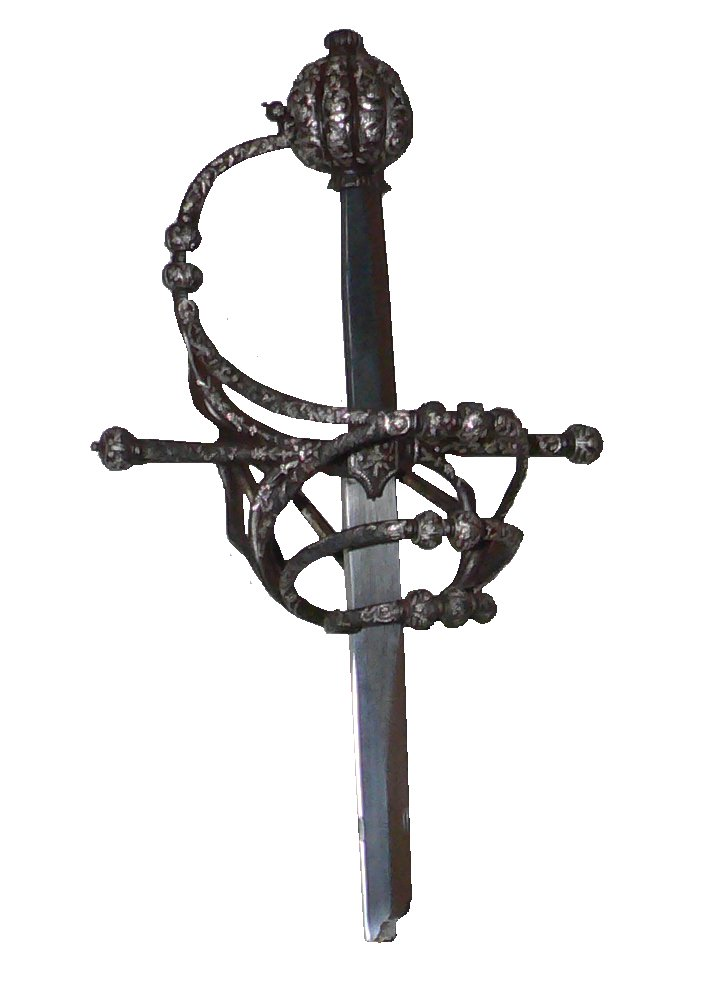
Fornimento di una striscia damascata in argento, 1580 circa

"Fornimento" è il termine con cui si identificano le diverse parti della spada atte alla presa e al controllo della lama.
Oltre che dall'impugnatura vera e propria, un fornimento tipico è costituito dall'elsa (insieme pomolo-manica); forse per un'associazione errata dalla lingua anglosassone, l'uso comune della parola è diventato "guardia". La guardia assicura protezione alla mano che regge l'arma: nelle spade europee pre-medievali, ad esempio nei gladii romani, la guardia non sporgeva eccessivamente dal piano della lama; questo tipo di guardia viene chiamata coccia. A partire dal medioevo in poi, la maggior parte delle guardie furono dotate di bracci laterali, adatti a proteggere le mani dai colpi che potevano scivolare lungo la lama: questo tipo di elsa viene chiamata "crociata" o "cruciforme". Un altro tipo di elsa è quella tipica del fioretto e in generale degli stocchi, di forma tondeggiante, atta a proteggere interamente la mano dagli affondi degli avversari. (Nel film Indiana Jones e l'ultima crociata regia di Steven Spielberg (1989) il protagonista giunto a Venezia viene ostacolato dalla “Fratellanza della Spada Cruciforme”, gruppo che protegge il Graal.)

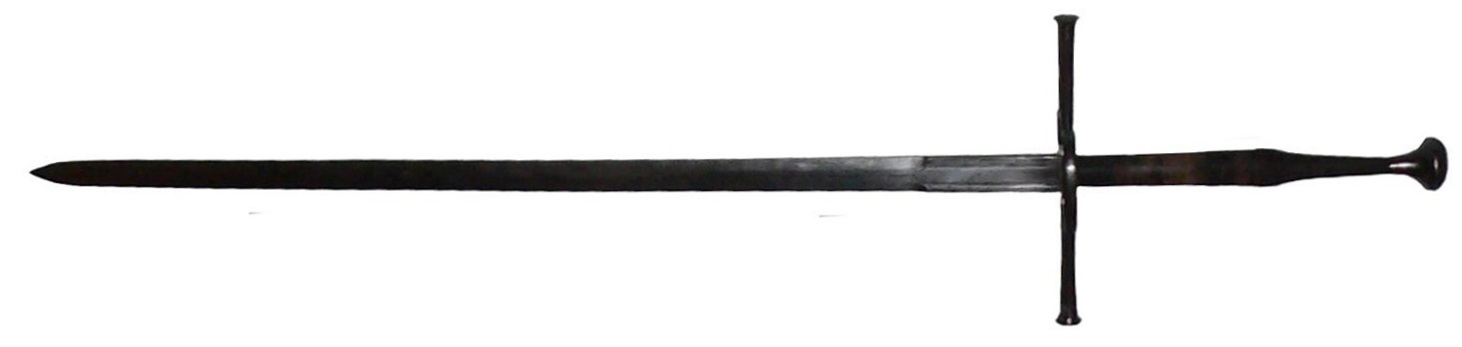
Spada lunga svizzera del XV-XVI secolo

Il pomolo, costituito da un pomello di metallo di varia foggia situato alla base dell'impugnatura, è invece necessario per assicurare un bilanciamento ottimale dell'arma, oltre che per migliorare la presa.
Fa formalmente parte del fornimento anche il codolo, la parte terminale della lama che, allungata, penetra nella manica e viene a essa fissata, con vari metodi, in modo da assicurare l'assemblaggio del tutto. Le tecniche per assicurare il fissaggio dell'elsa al codolo variano grandemente a seconda delle epoche e delle culture, e rappresentano in effetti uno degli aspetti cruciali della fabbricazione di una spada. Il punto di attacco tra lama e codolo viene chiamato ricasso.

#### Fodero o guaina

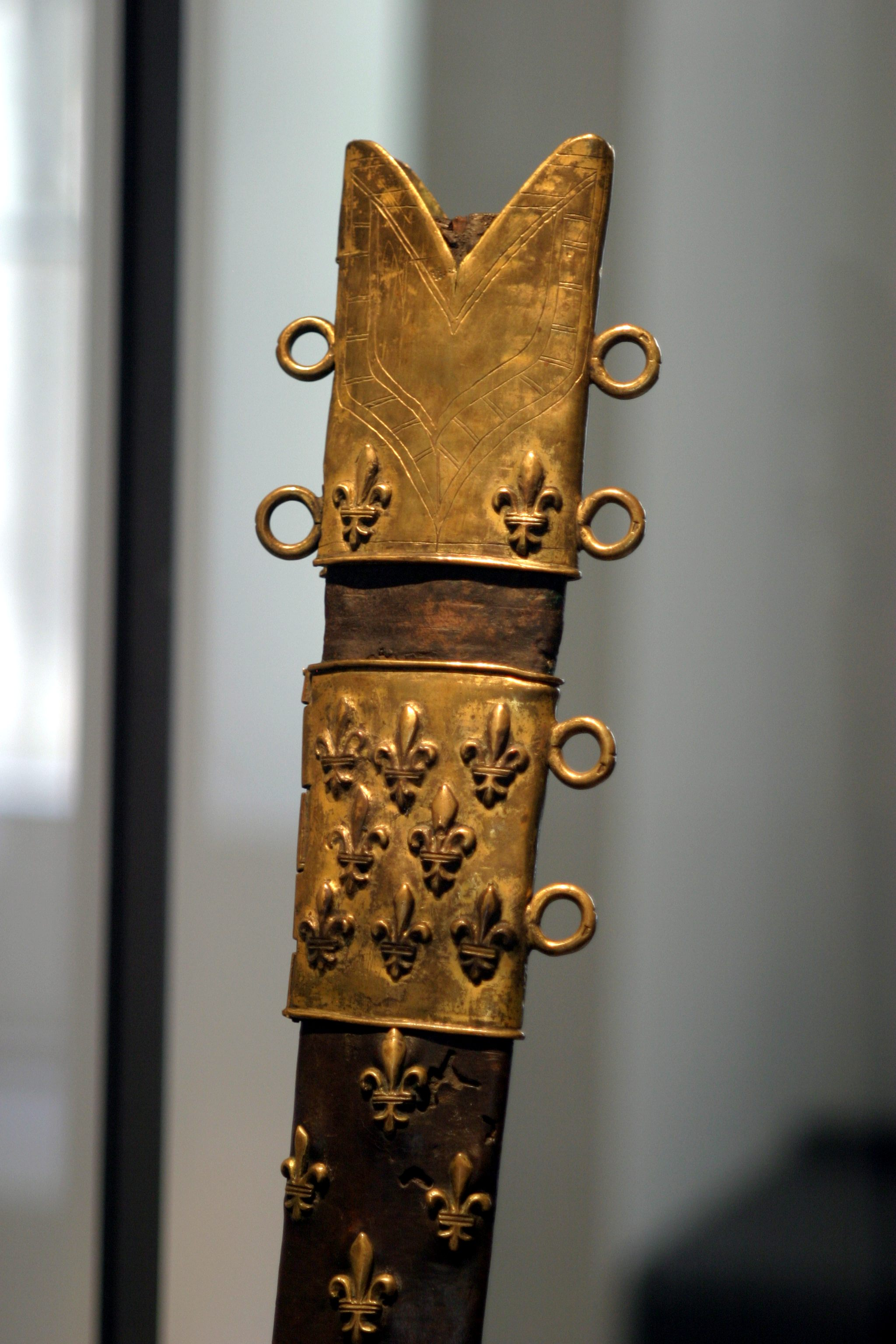
Fodero di spada d'armi con il giglio del Regno di Francia - Musée de l'Armée (Parigi)

Il fodero è il contenitore atto al trasporto fisico della spada. Nel corso della storia è stato realizzato con diversi materiali: legno, cuoio, metallo (ferro, acciaio, bronzo, ottone e oggi plastica e suoi derivati. Solitamente il fodero era rigido mentre la guaina era fatta di cuoio e quindi ripiegabile. Fodero e guaina hanno due funzioni principali: protezione (garantire una corretta conservazione della lama e, al contempo, l'incolumità di chi la utilizza) e sostegno (assicurare l'arma a una cintura). Generalmente lascia scoperta l'elsa dell'arma, ma una interessante variazione al modello "canonico" di fodero è la custodia in cuoio del puukko, il "coltello da foresta" della Scandinavia: l'arma in questione viene integralmente coperta dal fodero che lascia esposto solo il pomolo dell'impugnatura. Il fodero può disporre o meno di un sistema di fermo (solitamente lacci) per non far scivolare la lama all'esterno involontariamente.
Sontuosamente decorato nel caso di armi di rappresentanza o nel contesto di culture guerriere (Celti, Antichi romani, ecc.) attribuenti particolare importanza all'ostentazione del lusso tramite abbellimento delle armi portate in battaglia, il fodero divenne in alcuni casi una vera e propria opera d'arte poi esposta al pubblico o utilizzata per decorare le pareti delle residenze nobili.

## Tecniche di utilizzo

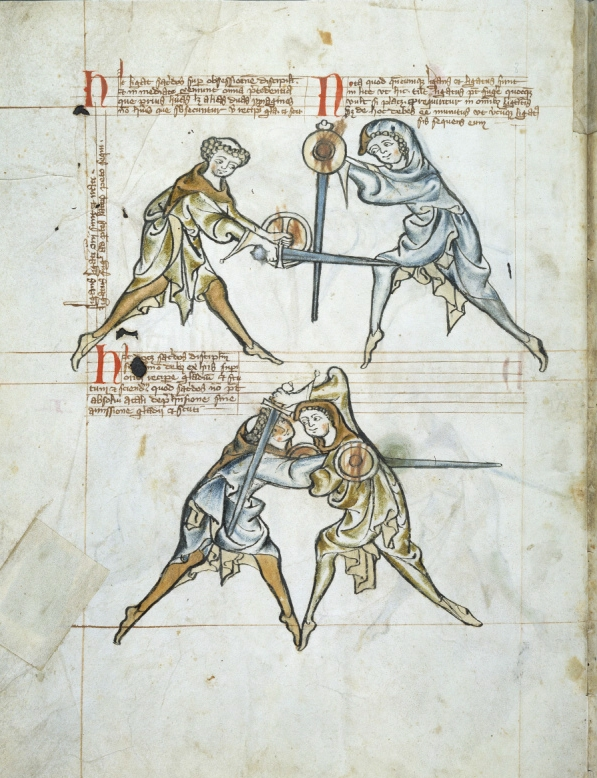
Il manoscritto MS I.33, datato circa al 1290, mostra scherma con spada e brocchiero.

La spada, la prima arma inventata con il solo scopo di uccidere altri esseri umani, può svolgere la sua effettiva capacità offensiva solo nelle mani di un utente esperto. Si tratta perciò di uno strumento d'offesa il cui utilizzo, diversamente da armi rudimentali e/o derivate dall'ambito venatorio (es. clava e lancia), necessita un'adeguata formazione. Da qui l'origine, nelle varie parti del mondo, della scherma, semplicisticamente definibile come "arte della spada".
In Europa, le prime fonti che accennano a particolari tecniche di scherma datano all'Ellenismo ma è solo nel tardo Medioevo che appaiono i primi trattati scritti da Maestri d'Arme veri e propri. In Italia, i più famosi Maestri che ci hanno lasciato testimonianza dei loro insegnamenti sono Fiore dei Liberi (Flos Duellatorum - Ferrara - 1410 circa) e Filippo Vadi (De arte gladiatoria dimicandi - Urbino - 1485 circa). In questo periodo, che per l'Italia è da considerarsi già rinascimento delle arti e delle scienze (e la scherma è considerata come una di esse), il combattimento è particolarmente legato all'utilizzo di spade a due mani, daghe, lance, azze, bastoni e lotta a mani nude. Dal '500, con il graduale affermarsi dell'arma da fuoco sui campi di battaglia, la spada diventa arma da difesa personale per eccellenza e lo studio delle sue tecniche d'offesa e difesa precipue s'intensifica. L'arma viene spesso accompagnata da una seconda lama più corta da impugnarsi con l'altra mano, spesso chiamata daga o pugnale da duello, oppure accompagnata da armi difensive quali piccoli scudi (brocchieri e targhe), scudi più grandi (rotelle e targoni) oppure semplici mantelli (cappe). La "scherma tradizionale europea" diventa così espressione di arte e scienza senza precedenti di cui l'Italia è il più noto centro propagatore.
L'origine aristocratica della scherma, in cui l'utilizzo di armi secondarie viene gradualmente limitato da motivi etici e di etichetta, porta a una progressiva codifica della disciplina. In essa diventano preponderanti sempre più i colpi di punta, decisamente più letali dei tradizionali colpi di taglio. È per l'appunto dopo il 1600 che la vecchia spada da lato (detta così poiché di uso civile da portare alla cintura) si trasforma nella spada da lato a striscia o semplicemente "striscia". L'evoluzione dell'arma porta a un cambiamento delle tecniche: ormai si usa per lo più la spada sola o la spada e il pugnale; ancora per tutto il 1600 l'Italia produce notevoli Maestri, quali Ridolfo Capoferro da Cagli.
Nei secoli successivi la scherma si allontana sempre più dai casi di combattimento reale, perdendo d'importanza la dottrina d'uso principale: la sopravvivenza in un combattimento in steccato, in Duello "alla macchia" o in caso di aggressione in strada. La scherma diventa gradualmente un passatempo da gentiluomini, che vedono nel circolo di scherma anche una sorta di club per ritrovarsi. Nel XIX secolo, cambiamento generalizzato della scherma porta alla scomparsa di Maestri che possano insegnare efficacemente quest'arte in condizioni di combattimento reale. Per questo motivo gli ambienti militari delle potenze dominanti del tempo cominciano a ricercare fuori dai propri territori persone in grado di insegnare il combattimento con la sciabola ai propri ufficiali. In ogni modo, anche nel '900 gli schermidori Italiani di spada erano rinomati proprio per la loro esperienza e pratica nell'uso della spada da duello, sebbene le tecniche originali di scherma antica, la quale sfrutta combinazione di colpi di taglio e colpi di punta, risultavano ormai non più praticate.

### Principali scuole di scherma del mondo
- Scherma tradizionale europea, anche nota come "Scrimia"
- Haidong Gumdo
- Kendō
- Iaidō
- Scherma del Kung-Fu
- Aikidō
- Kenjutsu
- Iaijitsu

## Tipi di spade

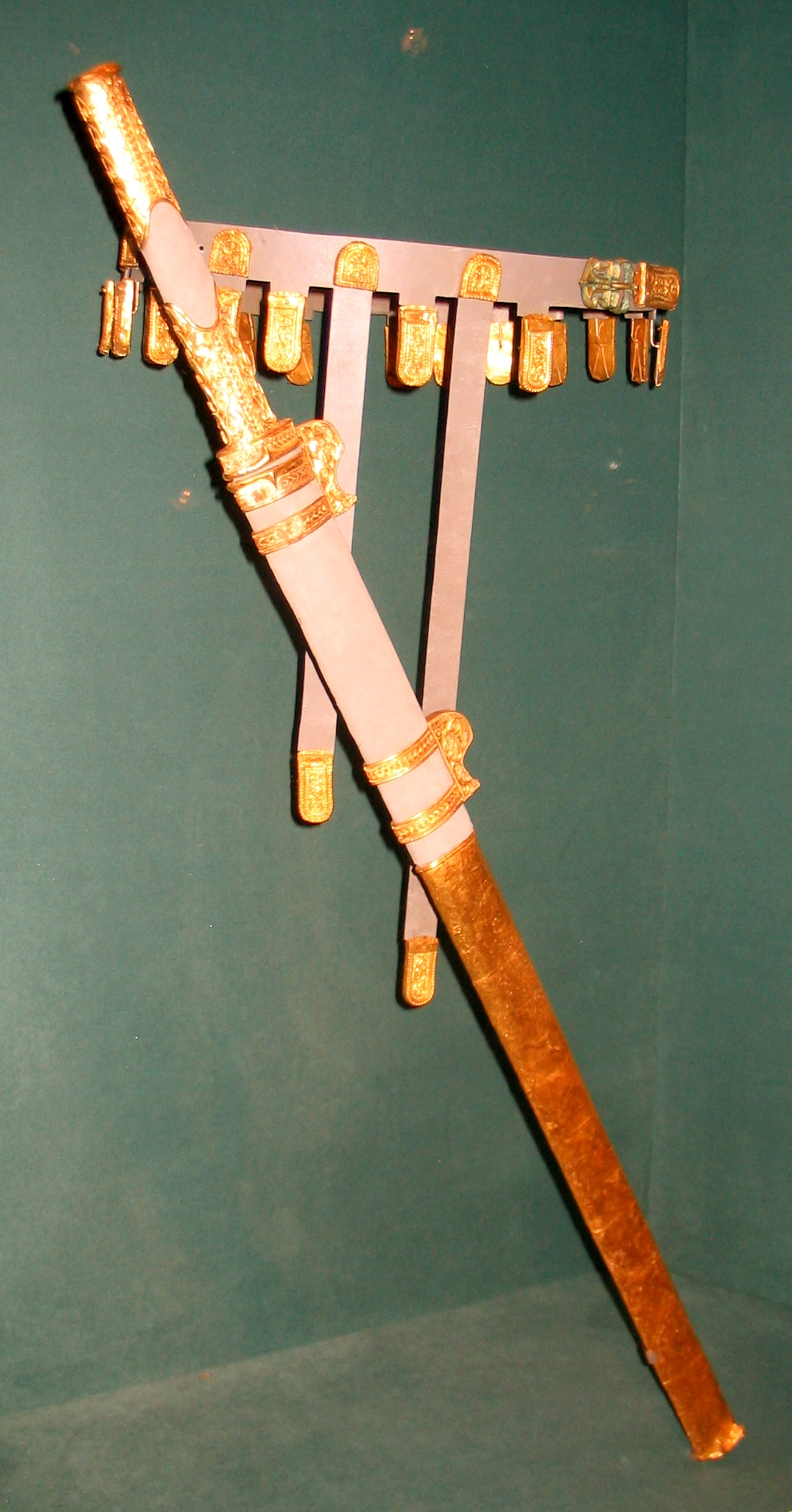
Spada sasanide del VII secolo.

- Ayda Katti
- Babanga
- Claymore
- Clunaculum
- Coltella a due mani
- Dalwel
- Dao
- Ensis
- Falcione
- Firangi
- Flamberga
- Frantopino
- Flissach
- Gladio
- Ilwoon
- Jian
- Kampilan
- Kastane
- Katana
- Khanda
- Khopesh
- Kopis
- Lanzichenetta
- Makhaira
- Mandau
- Mel Puttah Bemoh
- Mentok
- Naga Dao
- Spada dei Nair
- Nimcha
- Pata
- Sappara
- Schiavona
- Sciabola
- Sciabola d'abbordaggio
- Scimitarra
- Scramasax
- Shamshir
- Spada (periodo delle migrazioni)
- Spada a due mani
- Spada a tazza
- Spada bastarda
- Spada da fanteria
- Spada da lato
- Spatha
- Stocco
- Storta
- Striscia
- Toledo
- Wakizashi
- Xiphos
- Zanbato

## Letteratura
Nella mitologia e nei poemi epici medievali sono presenti alcune particolari spade dai poteri favolosi: la durlindana del paladino Orlando, Excalibur, la Gioiosa di Carlo Magno e Lancillotto, Hrunting che era la spada magica e avvelenata data a Beowulf. Alla cultura greca appartiene invece la leggenda della spada di Damocle.